# کاندوس، نیو ساوت ولز
کاندوس (به انگلیسی: Kandos) یک شهرک در استرالیا است که در نیو ساوت ولز واقع شده‌است.